# Рашково (Приднестровье)
Рашков (рум. Raşcov, укр. Рашків) — село, административный центр Рашковского сельсовета Каменского района непризнанной Приднестровской Молдавской Республики, куда кроме села Рашков также входит село Янтарное.
Старейший сельский населенный пункт в Приднестровье.
Есть гостевой дом в центре села по улице Базарная д 12

## География
Расположено в юго-восточной части района на левом берегу Днестра, в 16 км от районного центра и в 30 км от железнодорожной станции Рыбница.
Рашков имеет сложную конфигурацию, имея две планировочные оси: долины Днестра и его левого притока Рашковки, а также автомобильная магистраль Тирасполь- Каменка. Именно вдоль них сосредоточена основная часть селитебной застройки села. Конфигурация села линейная подковообразная с многорядной застройкой.
Село делится на несколько исторических частей: Центр, Покровка, Подол, Млыны. Архитектурными доминантами Рашкова являются действующие православный и католический храмы.
Главными строительными материалами служат известняк и дерево, чему способствует обилие камня и леса в окрестностях села. Здешние жилые дома сочетают украинские и молдавские архитектурные элементы.

## Население
Рашков — одно из крупнейших сел Каменского района. Численность населения села Рашков сокращается из-за естественной убыли и эмиграции. В 1959 г. в селе проживало 3731 чел., в 1979 г. — 3252, в 1989 г. — 2470, в 2004 г. — 2003 чел. Половозрастные пропорции населения деформированы его старением как из-за снижения рождаемости и роста смертности, так и из-за оттока молодежи в города ПМР или за пределы республики. Это обусловлено отсутствием перспективных возможностей для трудоустройства в родном селе. В Рашкове насчитывается более 800 пенсионеров. В этническом отношении в селе преобладают украинцы — более 80 %, проживают также молдаване и русские. Жители села исповедуют православие и католицизм.
У украинцев из Рашкова было выявлено 13 Y-хромосомных гаплогрупп. Наиболее часто встречаются гаплогруппы R1a1a-M17* (34,0 %), I2a1b-M423 (20,8 %) и R1b1a1a2-M269* (9,4 %). Затем идут гаплогруппы N1a1a-M178, R1a1a1b1a1-M458 и R1b1b1-M73 — по 5,7 %. Соотношения этих гаплогрупп соответствуют тем, которые наблюдаются в других славянских популяциях из Восточной и Центральной Европы, за исключением Y-хромосомной гаплогруппы R1b1b1-M73, характерной для некоторых центральноазиатских популяций и практически отсутствующей в Европе. С частотой мене 5 % встречаются Y-хромосомные гаплогруппы R1b3-M405 (она же U106 или S21), J2b-M12 и I1-M253 — по 3,8 %, J1-M267, J2-M172*, J2a1-M47 и R1b-M412* — по 1,9 %.

## История

### Древняя история
Археологические раскопки в советский период показали, что в окрестностях села Рашков люди жили с древнейших времён — время первоначальных поселений определено в рамках периода 40-10 тыс. лет до н. э. К позднему палеолиту относится стоянка Рашков VII, находящаяся в северной части села между Яром Кармалюка и Ямой Кармалюка.
В северной части села в сторону села Катериновка в 1960—1970 гг. археологи обнаружили остатки древнего укреплённого городища гетов, обитавших в этих местах в IV—III в. до н. э.
В VI—VII вв. начинается славянское заселение бассейна Днестра. В середине X в. приднестровские земли входят в состав Киевской Руси. В 30-е годы XII в. они становятся ближним порубежьем Галицкого княжества.
В XI—XIII вв. здесь в регионе проживало оседлое древнерусское население, а также половцы. Позднее территория края подверглась ордынскому разорению и долгое время была не заселена.

### Крепость Калаур
В 1387 г. территория района вошла в состав Великого княжества Литовского. Здесь для охраны южных пределов государства великий князь Литовский Витовт построил крепость Калаур (до наших дней не сохранилась), которая в 1402 г. уже значилась в списке городов и замков, входивших в состав Великого княжества Литовского. Сам же Рашков возник как присёлок (форштадт) при крепости; находились в составе Савранского ґрунта землевладений Брацлавского замка. Позднее Князь Витовт пожаловал Калаур с Рашковом Андрею Сидимунту.
В 1442 г. Калаур вместе с обширной степной полосой, простиравшейся до берегов Чёрного моря, был отдан в пожизненное владение Бучацкому. В 1545 г. Калаур находился в руках Григория Чечеля-Сидимунтовича.

### В составе Речи Посполитой
В 1569 г. после объединения Польши и Литвы в Речь Посполиту Рашков входил в Брацлавский повет Брацлавского воеводства в составе Малопольской провинции Короны Польской (так называемой Малой Польши). В конце XVI столетия Рашковское поселение разрослось так, что Калаур стал только предместьем Рашкова. В это время Рашков приобретает в числе других обширных поместий Приднестровья гетман Ян Замойский. В 1617 г. крепость Калаур и Рашков были добровольно сожжены поляками в угоду туркам, которые, заключая договор в Буше с гетманом Жолкевским, потребовали упразднения пограничных крепостей под тем предлогом, что они служат притонами, из которых казаки совершают набеги на турецкие владения.
Поселение Рашков было восстановлено около 1646 г. и затем упоминалось как «сильная крепость на границе безлюдной степи».
В 1648 г. в результате побед гетмана Украины Богдана Хмельницкого над поляками в сражении под Желтыми Водами и Корсунью, значительная часть Украины была освобождена, Селения Каменка и Рашков входят в состав Брацлавского полка.
Возникший в то время союз гетманской Украины и Молдавии был скреплен браком Тимофея Хмельницкого с дочерью Молдавского господаря Василия Лупу Руксандой, заключённым в Яссах 21 августа 1652 г. Известно, что после свадьбы с Тимошем Руксанда уехала в Рашков. Но в сентябре 1653 г. Тимофей Хмельницкий был смертельно ранен под Сучавой. После гибели сына Богдан Хмельницкий отдал Рашков во владение вдове Тимофея — Руксанде.
В 1654 г. Рашков посетил патриарх Антиохийский Макарий во время своего путешествия через Подолию на Собор в Москву. В описании прибытия патриарха в Рашков указано: «На встречу ему вышли тысячи народа, в несметном множестве (Бог да благословит и умножит их!) То были жители города, по имени Рашков. Это очень большой город, построенный на берегу упомянутой реки; в нём есть крепость и деревянный замок с пушками. В числе встречавших были: во-первых семь священников в фелонях с крестами, ибо в городе семь церквей, затем дьяконы, потом сотник, то есть начальник крепости и города со многими хоругвями и свечами, сердар (войсковой начальник), войско и певчие, которые, как бы из одних уст, пели стихиры приятным напевом…».
С 1662 г. Рашков, находившийся во владении Замойских, стал подвергаться разорениям со стороны соперничавших между собой украинских гетманов. В течение 12 лет (1663—1675 гг.) Рашков был 3 раза был взят приступом и разорён. Дочь Томаша Замойского, Иоанна-Варвара (1626—1653), имела Рашков в качестве приданого, выйдя замуж за Александра Конецпольского, хорунжего великого коронного. Их наследники продали все украинские имения Любомирским, которые владели Рашковом до конца XVIII в.
К середине XVII в. был весьма значительным поселением, в котором проживали украинцы, поляки, евреи. Среди жителей выделялись армяне, община которых исповедовала католицизм и по грамоте Ю. Любомирского, пользовалась автономией.
Известный польский писатель Генрик Сенкевич описал город в популярном историческом романе «Пан Володыевский». События, описанные Сенкевичем, относятся к 60-70 гг. XVII в., когда Рашков был самой крайней польской крепостью на юге, и в нём размещался сильный военный гарнизон. Город, по выражению Сенкевича, находился «на краю света». Вокруг него в скалистых склонах берега Днестра чернело множество пещер.
Постоянные набеги привели к упадку города, и до конца века он уже не упоминается ни в польских документах, ни в казацких хрониках. Вновь отстраиваться Рашков стал только к середине XVIII в..
В 1740 г. в Рашкове была выстроена православная Покровская церковь. В 1779 г. в селе стараниями прихожан и местного протоиерея Иоанна Палюховича началось строительство Свято-Троицкой церкви.
До наших дней сохранился памятник зодчества XVIII в. — костёл Святого Каэтана, построенный в 1786 году для армян-католиков, а позже передан римо-католикам .

### В составе Российской империи
Северное левобережье Днестра было присоединено к России в 1793 г. в результате Второго раздела Речи Посполитой. Рашков и его окрестности вошли в Ольгопольский уезд Подольской губернии.
В конце XVIII в. Рашков был продан за долги Александра Любомирского и перешёл в казну по велению Екатерины II. Из семи церквей к этому времени сохранилось только четыре: Успенская, Вознесенская, Троицкая и Покровская.
Павел I подарил Рашков волынскому наместнику Алексею Тутолмину. Численность армянской общины в Рашкове к этому времени заметно уменьшилась. Город потерял своё былое значение, превратившись в местечко. После того как местный помещик перенёс Успенскую церковь в Алексеевку, а Вознесенскую в Катериновку, в Рашкове остались всего две православных церкви и два прихода. В начале XIX в. в местечке было 50 сапожников, 19 кожухарей, 5 кушниров (меховщиков), 4 пекаря.
При пожаре 12 июня 1847 г. серьёзно пострадала синагога, тогда же сгорело 93 еврейских дома, пивоваренный завод, купеческий магазин с хлебом и еврейские лавки. Убытки составили 40 000 руб. серебром.
Рашков являлся значимым торговым пунктом, удобно расположенном на главной торгово-транспортной артерии края — р. Днестр, на важной переправе через него. В местечке регулярно проводились ярмарки и устраивались базарные дни. На рашковскую пристань ежемесячно прибывало большое количество строительных материалов. Рашковчане активно торговали лесом, сельскохозяйственными продуктами (особенно вином), ремесленными изделиями. За пределами края они закупали черепицу, сельскохозяйственный и бытовой инвентарь. С 1860-х гг. действовали паровые мельницы, табачная фабрика, винокурни, винные подвалы, лесопильни.
В 1901 г. в Рашкове (центр волости) проживало 2620 православных прихожан, при костёле числилось 1162 прихожан-католиков. Тогда же в местечке жили около 1500 евреев. Главным занятием жителей местечка было земледелие и виноградарство; многие занимались торговлей, ремёслами. Здесь возделывали пшеницу, ячмень, просо, картофель, сахарную свеклу, виноград, табак, бахчевые. Особенно развито было садоводство. В общественных и приусадебных садах рашковчан плодоносили яблони, груши, айвовые деревья, сливы, абрикосы, персики, вишни, черешни. В животноводстве преобладало разведение крупного рогатого скота, лошадей, овец, коз, свиней, разнообразной птицы. В селе были развиты пасечное пчеловодство, рыболовство, охота. Из ремесел выделялись: гончарное, бондарное, ткацкое, лесопильное, плотницкое, скорняжное, мукомольное, маслобойное, винодельческое.
Последним крупным землевладельцем Рашкова (до 1917 г.) был граф Пётр Станиславович Юрьевич, которому принадлежало 4344 десятин. Большую часть земель он отвел под виноградники. Винный подвал, построенный им, до сих пор служит по своему назначению. Производимое им вино вывозилось во Францию, а оттуда доставлялась марсельская черепица.

### В составе Советского Союза
В 1918 г. по Днестру между Советской Украиной и Румынией была установлена демаркационная линия и в Рашкове разместилась погранзастава. В 1924 г. Рашков как село вошло в состав Молдавской АССР в составе Украинской ССР.
В 1925 г. в селе был создан совхоз им. Сталина, основной специализацией которого было виноградарство. Из выращенного здесь винограда получалось шампанское высокого качества. В 1929 г. был создан первый колхоз «Труженик». В 1931 г. в Рашкове действовали колхозы «III Интернационал», «1 Мая», «8 Марта» и им. Постышева. В них были объединены 680 бедняцких и середняцких хозяйств на 2000 га земли. В 1930 г. молодые колхозы Рашкова приняли участие в сельскохозяйственной выставке в Каменке, на которой колхоз «III Интернационал» занял третье место и получил награду — набор сельскохозяйственного инвентаря.
Процесс принудительной коллективизации встретил сопротивление со стороны крестьян и стихийные расправы над колхозными активистами. Но к середине 30-х гг. недовольные крестьяне были репрессированы или бежали в Бессарабию, а их имущество было конфисковано в пользу колхозов.
В 1933 г. в селе создается крупная машинно-тракторная станция.
В июле 1941 г., вскоре после начала Великой Отечественной войны район был оккупирован румынскими захватчиками и включён в губернаторство Транснистрия. Перед захватом села, захватчики подвергли его сильному минометно-артиллерийскому обстрелу с целью уничтожения огневой точки, устроенной советским пулеметчиком на крыше костёла. Огнём пулемета она долго не давала противнику возможности переправиться через Днестр. В период оккупации в селе действовали подпольные группы сопротивления. В 1942 г. в результате организованного саботажа им удалось затянуть уборку урожая и раздать населению часть хлеба, надлежащего сдаче оккупантам. Осенью 1943 г. было арестовано и расстреляно несколько подпольщиков. Село было освобождено в марте 1944 г.
Более 600 рашковчан были призваны в Красную Армия, из которых домой не вернулось 297 человек, в том числе и Герой Советского Союза Ф. И. Жарчинский.
В послевоенный период началось восстановление колхозов. В 1950 г. путём объединения трех имевшихся сельхозартелей в селе был создан один крупный колхоз, с 1962 г. носивший имя Владимира Ильича. Главным организатором колхозного производства на протяжении 1958—1978 гг. был его председатель кавалер орденов «Трудового Красного Знамени» и «Знак Почета» С. И. Хлыстал. С ростом аграрного производства растут доходы и уровень благосостояния колхозников. Село электрифицируется и телефонизируется. Дороги покрываются асфальтом. Развивается социально-бытовая инфраструктура — строится детский сад, ясли, школа, библиотеки, дом культуры, музеи, магазины, больница.

### В составе ПМР
В 1990 г. в результате образования ПМР сельсовет Рашков поддержал создание нового самопровозглашенного государства.
Последовавшие затяжные и глубокие кризисные явления, характерные для постсоветской экономики коснулись и Рашкова. Распался сельский колхоз, что повлекло за собой снижение уровня жизни населения. Усилился выезд из села.
Сегодня основные отрасли экономики села — виноградарство, садоводство, овощеводство, возделывание зерновых и технических культур. Восстанавливается совхоз «Рашков», специализировавшийся на виноградарстве и виноделии. Реконструируется рашковский участок шоссе Рыбница- Каменка. В 2006 г. село было газифицировано. На территории села работают средняя школа, детский сад, дом культуры, библиотека, сельская врачебная амбулатория, отделения сбербанка и связи, магазины.
В настоящее время перспективы вывода села из кризиса связывают с восстановлением сельскохозяйственного производства путём развития арендных и товарных отношений в местном землепользовании, с развитием агропромышленного сервиса — в первую очередь, со строительством мини-заводов по переработке аграрной продукции, а также с дальнейшим производственным развитием Рашковского лесхоза (на его базе действуют питомник и лесопилка).
Большую роль в социально-экономическом возрождении Рашкова могут сыграть многочисленные памятники природы, истории и архитектуры, имеющие важное значение для развития туризма. Рашков является перспективным для создания ряда заповедных и музейных комплексов, в частности, ландшафтного парка, археологического, этнографического, архитектурного музеев.

## Достопримечательности

### Свято-Троицкая церковь
Была заложена в Рашкове в 1779 г. Строительство церкви связано с именем местного протоиерея Иоанна Палюховича, который был известен активной борьбой с влиянием униатства в крае. В 1772 г. будучи рукоположённым в сан священника, он был направлен в Свято-Успенскую церковь Рашкова, но обнаружил храм, занятый униатами. Другая рашковская церковь — Свято-Покровская — была также в руках униатов. Палюхович не смог вернуть храм в судебном порядке и начинает энергично хлопотать о постройке в Рашкове новой церкви во имя Святой Троицы. Строительство велось долго, главным образом из-за препятствий со стороны униатов и польской власти и, наконец, в 1787 г. церковь была освящена. «Она была каменная, однокупольная, с каменной же колокольнею, крыта железом». Умер Палюхович в 1811 г. и был погребен в ограде Свято-Троицкой церкви. В 1883 г. при храме была открыта церковно-приходская школа.
В наши дни Свято-Троицкая церковь восстановлена, служит верующим и объявлена памятником архитектуры.

### Костёл святого Каэтана
Старейший католический храм Молдовы. В рукописи «Акт основания костела в Рашкове», датированной 1749 г. (обнаруженной в Житомирском областном государственном архиве), указано, что князь Иосиф Любомирский объявлял о своем решении построить костел из камня. Датой постройки костёла, вероятно, следует считать 1786 г. Церковь первоначально предназначалась для католиков армянского обряда. В 1791 году храм освятил во имя Святого Каэтана Львовский армяно-католический архиепископ Якуб Валериан Туманович. Костёл представляет образец архитектуры польских католических храмов XVIII века с элементами барокко. Две башни костёла декорированы пилястрами ионического и тосканского ордера.
Костёл стал служить и прихожанам римо-католикам и превратился в духовный центр многочисленной католической общины края. Если к концу XVIII века прихожанами костёла в Рашкове были 12 армянских и 37 польских семей, то в 1825 г. приход с часовней в с. Загнитков (ныне Кодымский район Украины) насчитывал 915 верующих. В 1847 г. — 724, в 1858 г. — 792. В 1901 г. в костеле было 1162 прихожанина из Рашкова и окрестных сел.
В 1932 году костёл был закрыт в ходе антирелигиозной кампании советской власти. Временно вновь костёл действовал в 40-е гг., вплоть до 1948 г. Храм использовался местными властями как зернохранилище, затем как столярная мастерская. В 1990 году здание передали католической общине. И сейчас сюда на службы под звуки электрооргана собираются десятки прихожан.

### Могила праведника Раввина Шабтай бен Цви-Гирш
В Рашкове существовало сразу две мощных линии хасидизма, руководители которых восходили напрямую к Бешту. С одной стороны, это был один ближайших его соратников и ученик р. Шабтай, основавший рашковскую династию в начале 18 в.
р. Шабтай бен Цви-Гирш (примерные годы жизни 1655—1745), один из выдающихся учеников основателя хасидизма Бешта является автором знаменитого молитвенника по указаниям одного из величайших каббалистов истории Аризаля — Рабби Ицхака Лурии. Молитвенником рабби Шабтая пользовались и пользуются до сих пор крупнейшие раввины всего мира. Династию продолжил его сын р. Йосеф, затем внук р. Шломо-Залмина. Всего она просуществовала почти два с половиной столетия вплоть до Второй мировой войны. Рабби Шабтай установил принятый во многих общинах мира обычай ежедневно читать 27-й Псалом Давида в месяце раскаяния Элул перед Рош-а-Шана.
Фактом исторического значения стала идентификация в 2022 г. могилы р. Шабтая на одном из еврейских кладбищ Рашкова. Работы велись непосредственно по инициативе главного раввина Молдовы Пинхаса Зальцмана. Здесь уже установлен знак организации Agudas Ohalei Tzadikim, которая несколько десятилетий занимается авторизацией и восстановлением могил известных раввинов и праведников на территории бывшего СССР, Израиля, Йемена, Сирии и Турции.

### Синагога
В центральной части села сохранились стены синагоги, построенной предположительно в середине XVIII в. Пространственно-планировочная структура синагогального здания включала в себя молельный зал для женщин (или «женская галерея», на местном идише — ва́бер-шил), размещённый над нартексом. Эта двухэтажная часть здания со стороны западного фасада входила в его основной объём наряду с молельным залом для мужчин.
Синагога в течение долгого времени служила центром духовной жизни многочисленной еврейской общины Рашкова. Раввином Рашковской синагоги был реб Яков-Иосеф, автор первой хасидской книги «Толдос Яков-Иосеф» (История Якова-Иосефа), ближайший ученик Бешта — основателя хасидского движения в иудаизме.
В селе располагалась резиденция хасидских ребе Рашковской династии (идиш: Ра́шкевер хаси́дим), в начале 1930-х годов переместившихся в село Вадул-Рашков на противоположном берегу Днестра. Основателем династии был хасидский цадик реб Зёмэ Рашкевер.
В начале 1930-х годов в ходе антирелигиозной компании своды синагоги в Рашкове была разрушены. Религиозный центр был перемещён в село Вадул-Рашков, расположенное на другом берегу Днестра в румынской Бессарабии.
В настоящее время на стенах сохранились фрагменты резного каменного декора.
Из синагоги Рашков несколько лет назад была разобрана и вывезена стена для Арн Койдеш (специального хранилища для свитков Торы) для размещения в восстанавливаемой Дровяной синагоге в Кишинёве.

### Источник господарыни
«Панська крыныця» или «Источник господарыни» — родник, расположенный в центральной части села у здания синагоги. Представляет собой подземный водоток, дренируемый по разлому Днестра с северо-востока на юго-запад. Дебит — 3 л/с, температура — + 10 °C.
Жители Рашкова сохранили красивую легенду о дочери Молдавского господаря Василия Лупу Руксанде, выданной замуж за Тимофея Хмельницкого. После внезапной смерти своего мужа Руксанда поселилась в Рашкове, который был отдан ей во владение Богданом Хмельницким. Согласно легенде, она долгие годы прожила там, оплакивая мужа. От слез Руксанды образовался кристально чистый родник, который стали называть «Панськой крыницей».

### Дом-музей Ф. И. Жарчинского
В центре села находится старое здание школы, где работал Герой Советского Союза — Фёдор Иванович Жарчинский. Недалеко от школы расположен его дом, ныне дом-музей Героя.
Федор Жарчинский родился в селе Рашков в 1914 г. в украинской крестьянской семье. После окончания Киевского пединститута работал сельским учителем. В июле 1941 года попал на фронт. После ускоренного окончания Полтавского танкового училища в 1942 г. лейтенант Жарчинский, командир танка сражался в составе 4-я гвардейской танковой армии, 1-й Украинского фронта. Героически погиб перед самым концом войны. Подвиг Ф. И. Жарчинского описан в мемуарах генерала Д. Д. Лелюшенко: «22 апреля корпус Ермакова…овладел городами Беелитц, Трёйенбритцен, Ютербог. Из фашистского лагеря в районе Трёйенбритцена было освобождено 1600 французов, англичан, датчан, бельгийцев, норвежцев и заключенных других национальностей, томившихся в гитлеровских застенках. Среди них оказался командующий вооруженными силами Норвегии генерал-майор Отто Руге.
Первым в этот лагерь, возглавляя группу разведчиков, ворвался старший лейтенант Федор Иванович Жарчинский. В ожесточенной схватке с охраной он был ранен, но, собрав последние силы, продолжал бой, ему удалось убить эсэсовского палача — начальника лагеря, после чего сопротивление охраны прекратилось. Рана Жарчинского оказалась смертельной, он скоро скончался.».
Похоронен Ф. И. Жарчинский в городе Тройенбрицен (ФРГ, земля Бранденбург). Его имя носит Рашковская школа, возле здания которой установлен бюст Героя.

## Уроженцы села Рашков
- Жарчинский, Фёдор Иванович (1914—1945, Тройенбрицен) — Герой Советского Союза.
- Зильберман, Хаим Айзикович (1907—1975, Москва) — советский еврейский писатель, автор рассказов, книг и пьес на идише, фронтовой журналист.